# 千郎天文台
9090號小行星（9090 Chirotenmondai）是一颗绕太阳运转的小行星，为主小行星带小行星。该小行星于1995年10月28日发现。
小行星以紀念日本著名天文攝影家、科普作家及插畫家藤井旭的愛犬千郎，牠是日本福島縣白河市白河天體觀測所的天文台台長，用牠命名的一所位於南半球西澳洲由日本人資助建成的千郎天文台命名。

## 轨道参数
小行星9090的轨道半长轴为2.7497844 UA，离心率为0.095。